# حرية الإرادة

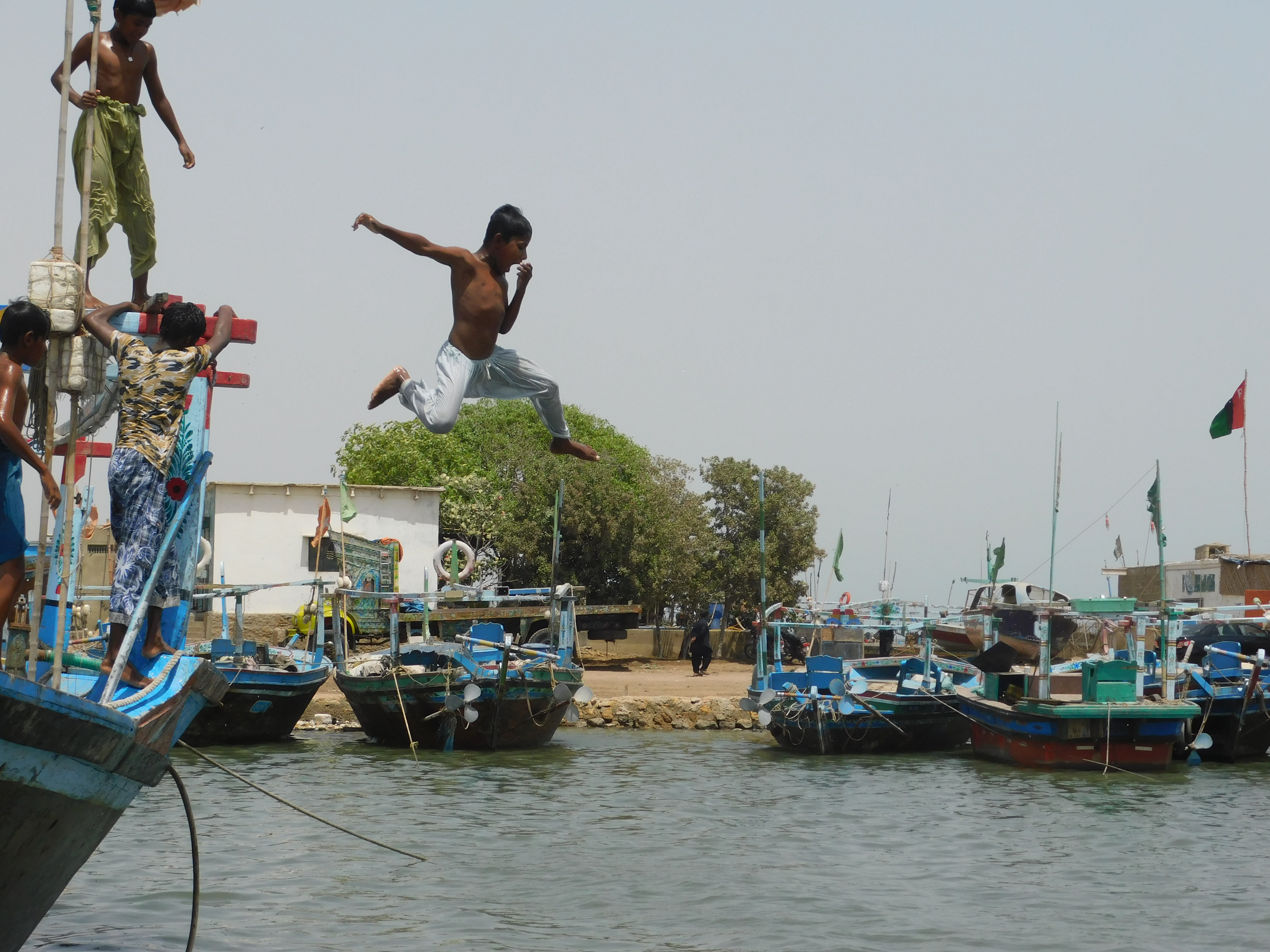
صورة لطفل يقفز في المياه. يعتقد الكثيرون أن البشر يأخذون قراراتهم (مثل القفز في الماء) بناء على حرية الإرادة

حرية الإرادة هي القدرة على الاختيار بين تسلسلات مختلفة من الأحداث بحرية. ترتبط حرية الإرادة بقوة مع مفاهيم المسؤولية والمدح والجُرم والذنب، والأحكام الأخرى التي تنطبق فقط على الأفعال المختارة بحرية. ترتبط حرية الإرادة أيضا بمفاهيم النصيحة والإقناع والقصد والمنع. تقليديا، كانت الأعمال المقصودة بحرية هي فقط ما يلام المرء عليها. هناك العديد من الاعتبارات حول التهديدات لإمكانية حرية الإرادة، والتي تختلف باختلاف طريقة تصورها، وهي قضية مثيرة لبعض الجدل. والإرادة هي جزء من كل نفس حية، فلولا الإرادة لما تحقق أي فكر لما كان للمشاعر أي أهمية عملية.
يعرّف البعض حرية الإرادة على أنها القدرة على الاختيار دون تحديد النتائج من خلال أحداث ماضية. تقترح الحتمية أنه لا يوجد سوى مسار واحد ممكن للأحداث، والذي يتناقض مع وجود حرية الإرادة. تواجدت هذه المشكلة في فلسفة اليونان القديمة ولا تزال موضوعا هاما في الجدالات الفلسفية. هذا الرأي الذي يرى حرية الإرادة غير متوافقة مع الحتمية يُسمى اللاتوافقية ويشمل كلا من فلسفة الحرية –الادعاء القائل بأن الحتمية خاطئة وبالتالي فإن حرية الإرادة ممكنة على الأقل- والحتمية المجردة –الادعاء بأن الحتمية صحيحة وبالتالي فإن حرية الإرادة غير ممكنة-. يشمل الرأي أيضا اللاتوافقية المجردة والتي لا تحمل الحتمية فقط بل أيضا نفيها لتكون غير متوافقة مع حرية الإرادة وبالتالي فإن حرية الإرادة تصبح مستحيلة أيا كانت الحالة بخصوص الحتمية.
في الجهة المقابلة، يعتقد التوافقيون أن حرية الإرادة متوافقة مع الحتمية. يرى بعض التوافقيين حتى أن الحتمية ضرورية من أجل حرية الإرادة، قائلين أن الاختيار يتضمن مرجعا ما لمسار الأحداث عن المسارات الأخرى، مما يتطلب شعورا عن نتائج الأحداث. لذلك يعتبر التوافقيون أن الجدال بين فلاسفة الحرية والحتميين عن حرية الإرادة في مقابل الحتمية هو مأزق مفتعل. يقدم بعض التوافقيين الآخرين تعريفات مختلفة تماما لحرية الإرادة، وبالتالي يجدون انواعا مختلفة من العقبات في وجه القضية. اعتبر التوافقيون الكلاسيكيون أن حرية الإرادة ما هي إلا حرية الفعل، حيث رأوا أن المرء له إرادة حرة إذا أراد أن يفعل شيئا مخالفا وفعله دون عراقيل فيزيائية. بدلا من ذلك، يعرف التوافقيون المعاصرون حرية الإرادة بأنها القدرة النفسية في توجيه تصرفات الفرد في اتجاه يحكمه المنطق، كما أن هناك إدراكات أخرى لحرية الإرادة، كلها تتشارك في عدم اعتبارها الحتمية تهديدا لإمكانية حرية الإرادة.

## نبذة تاريخية عن حرية الإرادة
جاء ذِكرُ مسألة حرية الإرادة في الكتابات الفلسفية اليونانية القديمة. ويُنسب مفهوم حرية الإرادة التوافقية إلى كل من أرسطو (من القرن الرابع قبل الميلاد) وإبكتيتوس (من القرن الأول الميلادي)؛ «فهي تعني حقيقة أن لا قوّة يمكنها منعنا من فعل أو اختيار شيء لنحظى بالسيطرة عليه». وفقًا لسوزانه بوبتسين، يمكن اقتفاء الأثر الأول لمفهوم حرية الإرادة غير التوافقية في كتابات الإسكندر الأفروديسي (من القرن الثالث الميلادي)؛ «فما يجعلنا نتحكم في الأشياء هو حقيقة أننا غير جازمين سببيًا في قرارتنا بشأنها، وبالنتيجة يمكننا أن نقرر بكامل حريتنا بين الفعل/الاختيار أو عدم الفعل/الاختيار».
قدمت الفلسفة المسيحية (في القرن الرابع الميلادي) مصطلح «حرية الإرادة»، والذي كان يُشير عادةً إلى انتفاء الإلزام في إرادة الإنسان (حتى جاء عصر التنوير بتعريفاته الخاصة)، إذ فُهِم من عبارة «الإرادة حرة» أنها مساوية لقولنا «لا يتوجب على الإرادة أن تكون كما هي عليه». تبنّى هذا الشرطَ كلّ مِن أنصار المذهب التوافقي واللاتوافقي على حدّ سواء.

## الفلسفة الغربية
السؤال المحوري هو ما إذا كنا نمتلك سيطرة على تصرفاتنا، وإن كان الوضع كذلك فإلى أي مدى. ترجع هذه الأسئلة إلى الرواقيين اليونانيين (على سبيل المثال خريسيبوس) وتألم بعض الفلاسفة المعاصرين لعدم وجود أي تقدم في القضية لأكثر من ألفي سنة.
من ناحية، يشعر البشر بقدر كبير من الحرية، مما يجعلنا نعتقد أننا نمتلك حرية الإرادة. على الجانب الآخر، فإن الإحساس الحدسي بحرية الإرادة قد يكون خاطئا.
من الصعب التوافق بين الدليل الحدسي على أن القرارات الواعية مؤثرة سببيا مع رأي أن العالم الفيزيائي يمكن تفسيره من خلال القوانين الفيزيائية. يظهر الصراع بين الشعور الحدسي بحرية الإرادة وبين القوانين الطبيعية، عند تأكيد الإغلاق السببي أو الحتمية الفيزيائية. مع الإغلاق السببي، لا يوجد سبب لأي حدث فيزيائي خارج الإطار الفيزيائي، ومع الحتمية الفيزيائية، فإن المستقبل محتوم تماما بأحداث سابقة (السبب والنتيجة).
يُعرف لغز التوافق بين «حرية الإرادة» وبين الكون الحتمي باسم قضية حرية الإرادة وأحيانا يُشار إليها باسم مفارقة الحتمية. تؤدي المفارقة إلى مفارقة أخلاقية أيضا وهي كيفية تحمل المسؤولية عن أفعالنا إذا كانت جميعا محتومة بأحداث سابقة.
يعتقد التوافقيون أن الواقع الذهني ليس ذا فعالية سببية في حد ذاته. ناقش التوافقيون الكلاسيكيون مسألة حرية الإرادة من خلال الزعم بأن حرية الإرادة تبقى مصونةً ما دام البشر غير مقيدين أو مجبرين بعوامل خارجية. يفرّق التوافقيون المعاصرون بين حرية الإرادة وحرية الفعل، مما يعني فصلًا بين حرية الاختيار وحرية تطبيق ذلك الاختيار. وانطلاقًا مِن حقيقة شعور البشر جميعًا بحرية الإرادة، يعتقد بعض التوافقيين المعاصرين أنه من الضروري مراعاة هذا الحدس. عادةً ما يعقد التوافقيون صِلةً بين حرية الإرادة والمقدرة على اتخاذ قرارات عقلانية.
وتتمثّل المقاربة المختلفة للمعضلة لدى اللاتوافقيين بشكل رئيسي، والتي تنطلق من مقولة إذا كان العالم حتميًا، فإن شعورنا بحرية اختيار فعلٍ ما ليس سوى وهْم. يُذكر كذلك الليبرتارية الميتافيزيقية كشكل من أشكال اللاتوافقية والتي تفترض أن الحتمية على خطأ وأن حرية الإرادة ممكنة (أو أن بعض الناس على الأقل يتمتعون بحرية الإرادة). يرتبط هذا الرأي بالتشييد غير المادي، بما في ثنائية العقل-الجسد التقليدية وبعض النماذج التي تدعم المعايير الدنيا؛ كالقدرة على الاعتراض بوعي على عمل أو رغبة معارضة. إنما بالنسبة للاحتمية المادية، فقد طرحت الحجج المناقضة لليبرتارية بالنظر لصعوبة تحديد المنشأ (المسؤولية عن الخيارات اللاحتمية «الحرة»).
في الغالب تُناقش حرية الإرادة ههنا من خلال علاقتها بالحتمية المادية وفقًا للمعنى الضيق للحتمية المادية، بالرغم من وجود أشكال أخرى من الحتمية ذات صلة أيضًا بحرية الإرادة. على سبيل المثال، تعارِض الحتمية المنطقية واللاهوتية الليبرتاريةَ الميتافيزيقية باللجوء إلى أفكار القدر والمصير، وتُسهِم الحتمية البيولوجية، والثقافية، والنفسية في تطور النماذج التوافقية. ويُمكن تشكيل طبقات منفصلة من التوافقية واللاتوافقية لتمثيل ما تقدّم ذكره.
نستعرض أدناه النقاشات الكلاسيكية ذات العلاقة بالمعضلة وأسسها.

### اللاتوافقية

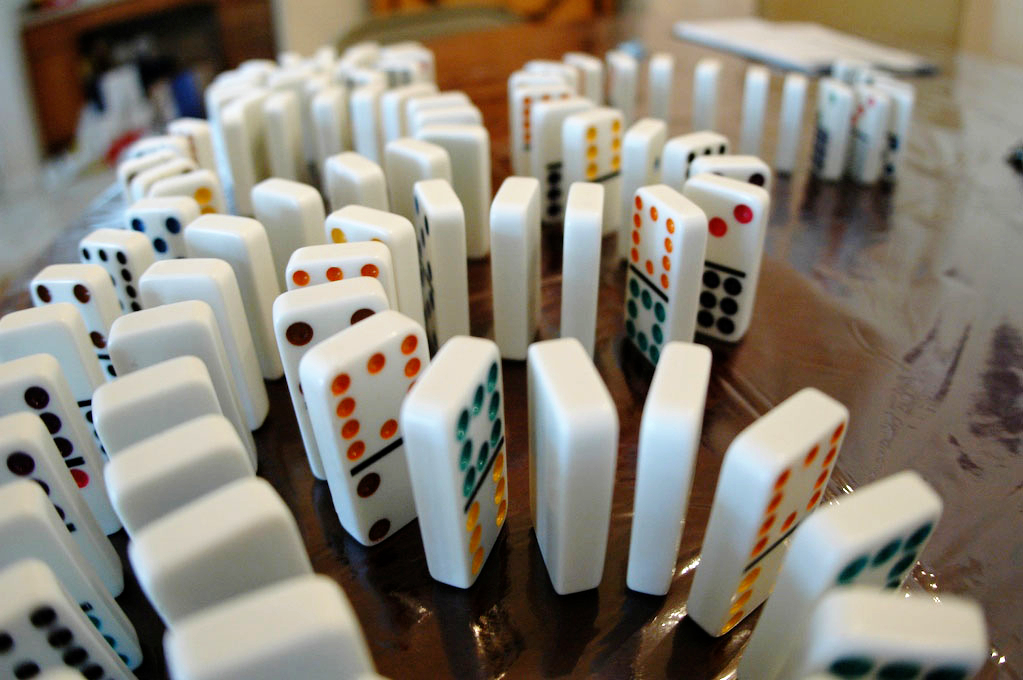
حركة الدومينو محددة تماما بقوانين الطبيعة.

اللاتوافقية هي الموقف القائل بأن حرية الإرادة والحتمية لا يمكن التوفيق بينهما، وأن السؤال الرئيسي بخصوص ما إذا كان الناس يتمتعون بحرية الإرادة هو نفسه سؤال ما إذا كانت أفعالهم حتمية. الحتميون المجردون –مثل بارون دي هولباخ- هم اللاتوافقيون الذين يقبلون الحتمية ويرفضون حرية الإرادة. في المقابل، فلاسفة الحرية الميتافيزيقية –مثل توماس ريد وروبيرت كين- هم اللاتوافقيون الذين يقبلون حرية الإرادة وينكرون الحتمية، قائلين أن هناك صورة ما من اللاحتمية. يقول آخرون من اللاتوافقيين المجردين أن حرية الإرادة لا تتفق ما الحتمية ولا مع اللاحتمية.
تعتمد الجدالات التقليدية للاتوافقيين على «مضخة الحدس» القائلة بأنه إذا كان البشر مثل الأشياء الميكانيكية المحتومة في تصرفاتها مثل كرة البلياردو أو اللعبة أو الإنسان الآلي، إذا فإن البشر لا يمتلكون حرية الإرادة. رفض هذا الرأي العديد من التوافقيين مثل دانيل دينيت على خلفية أنه حتى إن تشابه البشر مع الأشياء الجامدة في بعض الأشياء، فلا زال من الممكن أن نختلف في بعض الأشياء الهامة الأخرى.
أحد آراء اللاتوافقيين الأخرى هو «التسلسل السببي». اللاتوافقية هي مفتاح نظرية المثالية لحرية الإرادة. يرفض معظم اللاتوافقيين فكرة أن حرية الأفعال تتمثل ببساطة في الأفعال «الإرادية». يؤكدون كذلك على أن حرية الإرادة تعني أن الإنسان لا بد أن يكون السبب النهائي ومصدر أفعاله. أن يكون المرء مسؤولا عن اختياراته هو السبب الأول لهذه الاختيارات. الجدال هنا إذا هو إن كان للإنسان حرية الإرادة، فلا بد أن يكون الإنسان هو السبب النهائي لأفعاله. إن كانت الحتمية صحيحة، فإن كل أفعال البشر ناتجة عن أحداث وحقائق خارج نطاق تحكمه، ومن هنا فهو ليس السبب النهائي لأفعاله. وبالتالي لا يمتلك حرية الإرادة. حاول الكثير من الفلاسفة التوافقيين دحض هذه الرؤية أيضا.
صاغ كارل جينت حجةً ثالثة تدعم مقولات اللاتوافقية في ستينيات القرن العشرين وحظيت باهتمام كبير في الدراسات المعاصرة. تتبع الحجة البسيطة النسق المنطقي التالي: إذا كانت الحتمية صحيحة، فليس لدينا أي سيطرة على مُجريات الماضي التي حددت حالتنا الحاضرة، ولا سيطرة لدينا على قوانين الطبيعة. وانطلاقًا من عدم قدرتنا على التحكم في هذه الأشياء، فلا يمكننا كذلك التحكم في عواقبها. وبما أن اختياراتنا وأفعالنا الحاضرة، في ضوء الحتمية، هي النتائج اللازمة للماضي وقوانين الطبيعة، فلا يمكننا التحكم بها، وبالنتيجة ليس ثمة حرية إرادة. هذا ما يسمى حجة النتيجة، ويُشير بيتر فان إنفاجن إلى أن سي دي برود قد طرح شكلًا من أشكال حجة النتيجة منذ ثلاثينيات القرن العشرين.
تشكّل هذه الحجة صعوبةً بالنسبة لبعض التوافقيين كونها تستلزم استحالة اختيار شخص ما لشيءٍ مغاير لما اختاره أصلًا. على سبيل المثال، إذا كانت «جين» من أنصار التوافقية وجلست لتوّها على الأريكة، فهي ملزمة بمقتضى الادّعاء أنه كان بإمكانها البقاء واقفة، إذا أرادت ذلك. ولكن الاستتباع المنطقي لحجة النتيجة يقتضي أنه إذا ظلت جين واقفة، لكانت قد سبّبت تناقضًا، أو أخلّت بقوانين الطبيعة أو غيرت الماضي. وبالتالي، فإن التوافقيين ملزمون بإقرار «قدرات لا تُصدق»، وفقًا لما ذكره جينت وفان إنفاغين. يذكر أحد الردود على هذه الحجة أنها مشوبة بالغموض فيما يتعلق بمفاهيم القدرات والضرورات، أو أن حرية الإرادة التي تُستدعى لاتخاذ أي خيار معين ما هي إلا وهْم في الحقيقة، وأن الخيار قد حُدّد منذ البداية، دون علم «صاحب القرار». يزعم ديفيد لويس أن التوافقيين ملتزمون فقط بالقدرة على فعل شيء آخر، إذا كانت الظروف المختلفة قد حصلت في الماضي بالفعل.
باستخدام «ص» لتعني صحيح، و«خ» لخطأ، و«؟» لغير المحدد، توجد تسعة افتراضات بخصوص الحتمية أو حرية الإرادة، والتي تتكون من احتمالين من هذه الاحتمالات الثلاثة:
| 9 | 8 | 7 | 6 | 5 | 4 | 3 | 2 | 1 |              |
| ؟ | ؟ | ؟ | خ | ص | خ | ص | خ | ص | الحتمية      |
| ؟ | ص | خ | ؟ | ؟ | خ | ص | ص | خ | حرية الإرادة |

يمكن للاتوافقية أن تتخذ موقفًا لها في أيّ من الافتراضات التسعة ما عدا (5) أو (8) أو (3)، والتي تتوافق أخيرًا مع الحتمية الناعمة. في حين أن الافتراض (1) ينتمي إلى الحتمية الصلبة، والافتراض (2) يمثّل الليبرتارية. يضيف الافتراض (1) من الحتمية الصلبة إلى الجدول الزعم القائل بأن الحتمية قد تُشير ضمنًا إلى حرية الإرادة غير صحيح، ويضيف الافتراض (2) من الليبرتارية الادّعاء بأنّ حرية الإرادة قد تشير ضمنًا إلى الحتمية غير صحيح. يمكن أن يُسمّى الافتراض (9) اللاتوافقية الصلبة إذا اعتبر أحدهم أن غير المحدد (؟) يعني قيمة مشكوكة بصحتها لدى كلا المفهومين. يمكن للتوافقية نفسها أن تتبنّى أيًا من الافتراضات التسعة، بمعنى أنه لا يوجد تناقض منطقي بين الحتمية وحرية الإرادة، ومن حيث المبدأ، يمكن لأحدهما أو كليهما أن يكون صحيحًا أو خاطئًا. بالرغم من ذلك، فإن المعنى الأكثر شيوعًا المرتبط بالتوافقية هو أن شكلًا من أشكال الحتمية صحيح، ومع هذا فلدينا شكل من أشكال حرية الإرادة في الافتراض (3).
يُجري أليكس روزنبرغ استقراءً للحتمية المادية كما يُستدلّ عليها في النطاق العياني عبر سلوك مجموعة من قطع الدومينو للأنشطة العصبية في الدماغ حيث: «إذا كان الدماغ عبارةً عن جسم مادي معقد تخضع حالاته للقوانين الفيزيائية مثل غيره من الأجسام المادية، فإن ما يدور في رؤوسنا ثابتٌ ومحدد من قِبل الأحداث السابقة كما يحصل عندما تُسقِط قطعة دومينو أخواتها في صف طويل». تلقى الحتمية المادية حاليًا معارضة من خلال التفسيرات البارزة لميكانيكا الكم؛ وعلى الرغم من أنها لا تمثل بالضرورة اللاحتمية الأصيلة من حيث طبيعتها، فإن القيود الأساسية على الدقة في القياس جوهريةٌ في مبدأ الريبة. بالرغم مما سبق، فإن أهمية هكذا نشاط غامِض مرتَقب لحرية الإرادة ما يزال موضع خلاف، حتى عندما تُطرَح نظرية الفوضى بغية تضخيم تأثيرات مثل هذه الأحداث الصغيرة جدًا.

## الحتمية المجردة
يمكن تقسيم الحتمية إلى حتمية سببية ومنطقية ولاهوتية.
في كل واحدة من هذه المعاني المختلفة، تظهر مشكلة في حرية الإرادة. الحتمية المجردة هي الادعاء بأن الحتمية صحيحة، وأنها غير متوفقة مع حرية الإرادة، وبالتالي فإن حرية الإرادة غير موجودة. على الرغم من أن الحتمية المجردة يُشار إليها عادة باسم الحتمية التقنينية، إلا أنها تشمل كل أشكال الحتمية التي تقتضي حتمية المستقبل كاملا. تشمل أنواع الحتمية الخاصة ما يلي:

### الحتمية السببية
فكرة أن كل شيء نتيجة لمواقف سابقة، مما يجعل من المستحيل أن يحدث شيء آخر. في صورتها الأكثر شيوعا (الحتمية التقنينية) تتحدد الأحداث المستقبلية من خلال أحداث ماضية وحاضرة بالإضافة إلى قوانين الطبيعة. تُشرح هذه الحتمية أحيانا بواسطة التجربة الفكرية لصاحبها لابلاس ديمون. تخيل كينونة تعرف كل الحقائق عن الماضي والحاضر وتعرف كل قوانين الطبيعة التي تحكم الكون. إذا كانت قوانين الطبيعة حتمية، إذا فإن هذه الكينونة ستتمكن من استخدام هذه المعرفة لرؤية المستقبل حتى أصغر تفاصيله.

### الحتمية المنطقية
فكرة أن كل الافتراضات –سواء عن الماضي أو الحاضر أو المستقبل- هي إما صحيحة أو خاطئة. مشكلة حرية الإرداة –في هذا السياق- هي مشكلة كيف تكون الاختيارات حرة، مع اعتبار أن ما يفعله المرء في المستقبل هو حتمي كصحيح أو خاطئ في الحاضر.

### الحتمية اللاهوتية
فكرة أن المستقبل حتمي بالفعل، سواء بواسطة إله خالق آمر أو معرفة نتائجه مقدما. مشكلة حرية الإرادة –في هذا السياق- هي مشكلة كيف يمكن لأفعالنا أن تكون حرة إن كان هناك خالق حددها لنا مقدما، أو ما إذا كانت محددة بالفعل زمنيا.
ترتبط الأنواع الأخرة من الحتمية مع التوافقية، مثل الحتمية البيولوجية وهي فكرة أن كل التصرفات والعقائد والرغبات محددة بواسطة سجننا الجيني وتركيبة الكيمياء الحيوية الخاصة بنا والتي تتأثر بجيناتنا وبيئتنا. تنتشر أيضا مجموعات وتراكيب من الأطروحات الحتمية، مثل الحتمية البيئية البيولوجية.

## فلسفة الحرية (ما وراء الطبيعة)
تندرج فلسفة الطبيعة تحت اللاتوافقية. تحمل فلسفة الحرية مفهوم حرية الإرادة الذي يتطلب أن المرء بإمكانه اتخاذ أكثر من تسلسل من الأحداث تحت ظروف معينة.
تنقسم فلسفة الحرية إلى النظريات اللافيزيائية والنظريات الطبيعية. تنص النظريات اللافيزيائية على أن الأحداث في العقل التي تؤدي إلى القيام بالفعل ليس لها تفسير فيزيائي كامل، مما يؤكد أن العالم ليس مغلقا تحت الفيزياء. يشمل ذلك الثنائية التفاعلية التي تدعي أن نوعا ما من العقل غير الفيزيائي أو الروح يتجاوز السببية الفيزيائية. تشير الحتمية الفيزيائية إلى وجود احتمالية واحدة فقط في المستقبل وبالتالي فهي غير متوافقة مع حرية الإرادة الخاصة بفلسفة الحرية. أحد نتائج اللاتوافقية هو التفسيرات الحرية الميتافيزيقية التي لا تشمل التخلص من الفيزيائية والتي تتطلب اللاتوافقية الفيزيائية.

## النظريات غير السببية
لا تتطلب النظريات غير السببية في اللاتوافقية أن تكون حرية الإرادة ناتجة عن شخص أو حدث فيزيائي. بل تعتمد على عالم غير مغلق سببيا، أو على اللاتوافقية الفيزيائية. تدعي النظريات غير السببية غالبا أن كل عمل عمدي يتطلب اختيارا أو إرداة من ناحية الشخص (مثل العمل الإرادي في رفع الذراع). تُفسر هذه الأعمال العمدية بأنها إرادة حرة. إلا أنه تم اقتراح أن ذلك لا يعني التحكم في أي شيء على وجه الخصوص. بالنسبة للنظريات غير السببية، لا يمكن تحليل السببية من الشخص في إطار السببية من خلال حالة عقلية أو أحداث قد تشمل الرغبة أو الاعتقاد أو النية في شيء معين، بل تُعتبر ناتجة عن التلقائية والابتكار. تنفيذ القصد في مثل هذه المواقف لا يساوي حرية الإرادة، بل إن الأفعال العمدية ناتجة عن ذاتها. الإحساس بأن العمل العمدي «حر» لا يساهم في نشاط الحدث أو يدل على تحكم الفرد فيه، بل من المحتمل أن يكون نتيجة لحث دماغ شخص ما في حالة عدم وجود رغبة أو نية من جانبه. سؤال آخر طرحتة النظريات غير السببية هو كيف يتفاعل الفرد مع المنطق إذا كانت الأفعال تلقائية.

## مشكلة العقل والجسد

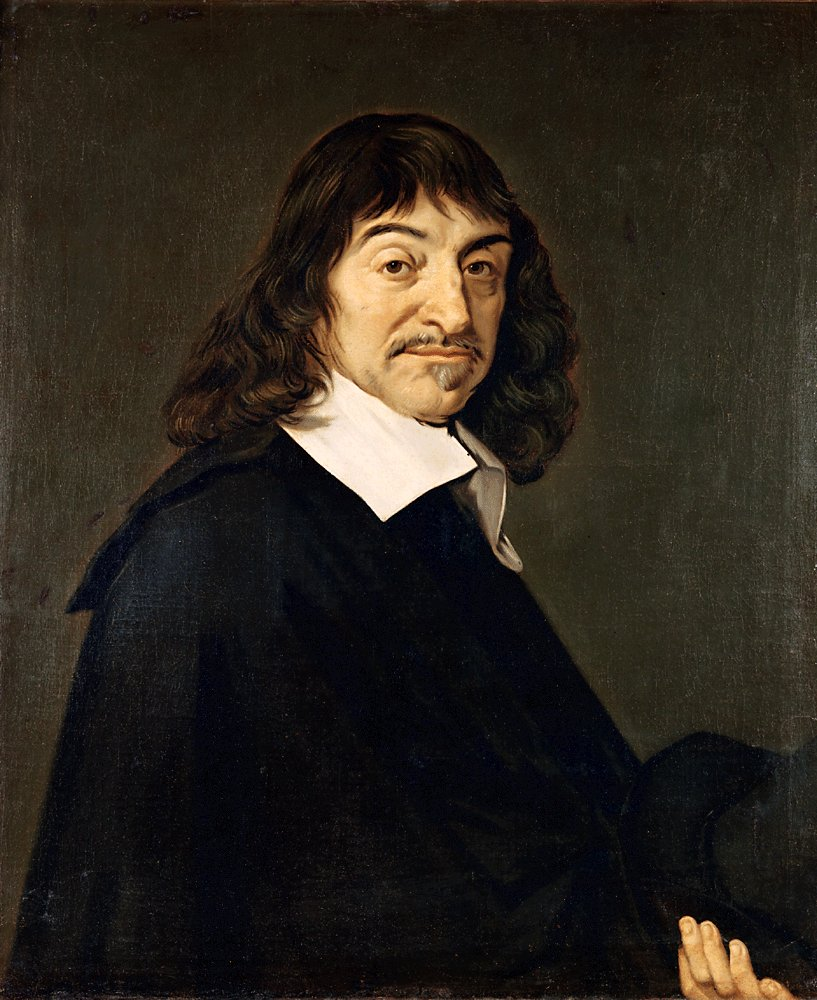
رينيه ديكارت

فكرة حرية الإرادة هي إحدى جوانب مشكلة العقل والجسد، وهي اعتبار العلاقة بين العقل (على سبيل المثال الوعي والذاكرة والحكم) والجسد (على سبيل المثال المخ البشري والجهاز العصبي). تنقسم النماذج الفلسفية للعقل إلى تفسيرات فيزيائية وتفسيرات غير فيزيائية.
تنص ثنائية ديكارت على أن العقل هو مادة غير فيزيائية وهو لا يتساوى مع الحالة الفيزيائية للمخ أو الجسد. إلا أنه يُعتقد أن العالمين يتفاعلان، مع وجود قدر من التحرر لكل منهما. تحت الثنائية الديكارتية، نجد أن العقل الخارجي مسؤول عن الأفعال الجسدية، على الرغم من أن نشاط العقل غير الواعي غالبا ما ينتج عن أحداث خارجية (على سبيل المثال، رد الفعل غير الإرادي عند لمس الشعلة). تشير الثنائية الديكارتية إلى أن العالم غير حتمي، وفيه يتحكم العقل الخارجي والداخلي في الأحداث الفيزيائية (أو على الأقل بعض منها)، مما يوفر تفسيرا لحرية الإرادة غير التوافقية. انبعاثا من الثنائية الديكارتية –تسمى أحيانا الثنائية التفاعلية- والتي تقترح تفاعلا متبادلا وأن بعض الأفعال الفيزيائية تسبب أفعالا عقلية، وأن أفعالا عقلية تسبب أفعالا فيزيائية. أحد الآراء المعاصرة في فكرة التفريق بين العقل والجسد هي تكوين العالم الثلاثي لبوبر. الثنائية الديكارتية وتكوين العالم الثلاثي لبوبر هما نظريتان يُطلق عليهما الجمعية المعرفية، وهي فكرة أن المنهجيات المعرفية المختلفة ضرورية للحصول على شرح كامل للعالم.

## التوافقية

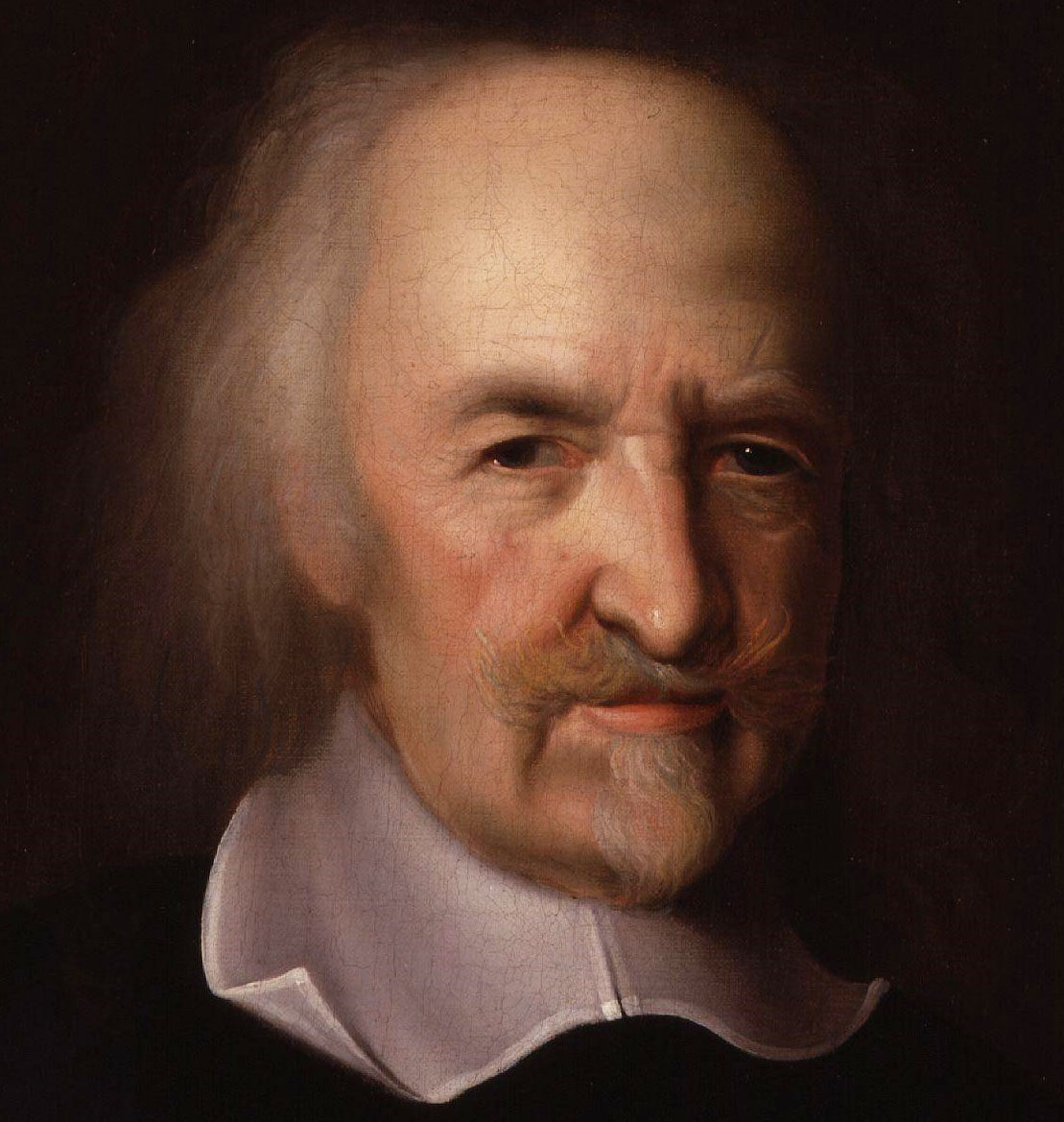
كان توماس هوبز من أهم التوافقيين الكلاسيكيين.

يرى التوافقيون أن الحتمية متوافقة مع حرية الإرادة. يعتقدون أن الحرية قد تكون موجودة أو غائبة في موقف لأسباب ليس لها علاقة بما وراء الطبيعة. على سبيل المثال، يحكم القضاة في المحكمة على ما إذا كان الشخص يتصرف تحت إرادته الحرة تحت ظروف معينة بدون إدخال ما وراء الطبيعة في الأمر. بصورة مماثلة، فإن الحرية السياسية هي مفهوم غير ميتافيزيقي. على نفس المنوال، يعرّف بعض التوافقيين حرية الإرادة على أنها الحرية في التصرف طبقا للدوافع الفردية بدون عراقيل من الأشخاص الآخرين. في الجهة المقابلة، تهتم المواقف غير التوافقية بنوع حرية الإرادة الميتافيزيقية، والتي يدعي التوافقيون أنها لم تُعرّف بصورة متسقة أبدا. يرى التوافقيون أن الحتمية لا تهم، على الرغم من عدم اتفاقهم فيما بينهم على ما الذي يهم. لكي يصبح المرء توافقيا، عليه أن يدعم أي رؤية معينة لحرية الإرادة، ولكن عليه أن ينكر أن الحتمية تتضاد مع حرية الإرادة.
على الرغم من وجود عراقيل كثيرة لمحاولة الفرد ممارسة حريته في اختياراته، إلا أن حرية الاختيار لا تعني بالضرورة حرية الإرادة. حرية الاختيار (الحرية في اختيار الإرادة) منفصلة منطقيا عن تنفيذ هذا الاختيار (الحرية في تطبيق الاختيار)، على الرغم من أنه لا يرى كل الكتّاب هذه التفرقة. إلا أن بعض الفلاسفة عرفوا حرية الإرادة بأنها غياب العراقيل المختلفة. جادل بعض الفلاسفة المعاصرين –مثل هاري فرانكفورت ودانيل دينيت- أن حرية الإرادة هي ببساطة الحرية في اختيار ما تسمح لنا القيود بفعله. بعبارة أخرى، فإن اختيار الفرد المرغم عليه لا يزال حرا إن كان هذا الإرغام يتناسب مع نوايا الفرد ورغباته.

### حرية الإرادة كانعدام القيد الفيزيائي
يرى معظم التوافقيين الكلاسيكيين –مثل توماس هوبز- أن الفرد يتصرف طبقا لإرادته الخاصة فقط عندما تكون رغبة الفرد في القيام بهذا الفعل، ولا زال من الممكن له أن يقوم بما سواه، إذا قرر هذا الفرد ذلك. أحيانا يُرجه هوبز هذه الحرية التوافقية إلى كل فرد وليس إلى فكرة مجردة عن الإرادة مؤكدا –على سبيل المثال- أنه «لا حرية يمكن إرجاعها إلى الإرداة أو الرغبة أو الانجذاب، بل إن حرية الإنسان تتمثل في عدم إيجاد ما يعوقه أو يمنعه من القيام بيما يريد أو يرغب». تعليقا على هذا الكلام كتب ديفيد هيوم: «هذه الحرية الافتراضية مسموحة عالميا بأن تنتمي إلى كل شخص غير مسجون أو في الأصفاد». بصورة مماثلة، يقول فولتير في كتابه القاموس الفلسفي أن «إذا فالحرية هي فقط ولا يمكن أن تكون سوى القوة في فعل ما يريده المرء». بعد ذلك يسأل: «هل ستمتلك كل شيء في وجه سعادة مليون نزوة عمياء؟». بالنسبة إلى فولتير فإن الحرية والإرادة «هي القوة على الفعل. وما هي القوة؟ هي التأثير في التكوين والحالة الحالية لأعضائنا».

### حرية الإرادة كحالة نفسية
غالبا ما تعتبر التوافقية الفرد الحر ميزة لمنطقه. يركز بعض الشارحين لحرية الإرادة على الأسباب الداخلية للعقل بالنسبة إلى المخ الأعلى، والتفاعلات بين نشاط العقل الواعي واللاواعي. على نفس المنوال، حاول بعض التوافقيين المعاصرين في علم النفس إحياء الصراعات المقبولة تقليديا لحرية الإرادة في تكوين الشخصية. نُسبت حرية الإرادة التوافقية أيضا إلى أحاسيسنا الطبيعية، حيث يجب على الفرد أن يؤمن أنه عليه أن يعمل وأن يطور نظرية العقل.
قدم فرانكفورت فكرة مستويات القرار بطريقة مختلفة. يتحدث فرانكفورت عن نوع من التوافقية أطلق عليه اسم «المزيج الهيراركي». الفكرة هي أن الفرد قد يكون له رغبات متنازعة في المستوى الأول وله أيضا رغبات بخصوص المستوى الأول (رغبات المستوى الثاني) لدرجة أن أحد الرغبات تهيمن على الرغبات الأخرى. تُعرّف رغبات الفرد بناء على رغبات المستوى الأول، لأنها هي الرغبات التي يتصرف الفرد بناء عليها، وتكون هذه الرغبة حرة إن كانت هي الرغبة التي أراد الفرد التصرف من خلالها، أي إذا كانت رغبات المستوى الثاني لديه فعالة.

### حرية الإرادة كعدم القابلية التوقع
في كتابه حجرة المرفق، قدم دينيت جدالا لنظرية توافقية عن حرية الإرادة والتي طورها أكثر في كتابه تطور الحرية. التفسير الأساسي هو أنه إذا استثنينا الله والشياطين بالغة القوة ومثل هذه الاحتمالات، فإنه بسبب الفوضى والحدود المعرفية على دقة معرفتنا بالوضع الحالي للعالم، فإن المستقبل غير واضح الملامح لكل الكائنات غير الخالدة. الأشياء الوحيدة واضحة الملامح هي «التوقعات». يكون للقدرة على فعل شيء آخر معنى فقط عند التعامل مع هذه التوقعات، وليس مع مستقبل غير معروف أو مستقبل لا يمكن معرفته.
طبقا لدينيت، فإنه بسبب امتلاك الأفراد القدرة على التصرف بشكل مختلف عن توقع أي أحد، فإن حرية الإرادة موجودة. يرى التوافقيون أن المشكلة في هذه الفكرة هو أننا قد نكون مجرد «إنسان آلي يستجيب بطرق متوقعة للمثيرات في بيئتنا». لذا، فإن كل أفعالنا تتحكم فيها قوى خارج ذواتنا، أو يتحكم فيها الصدفة العشوائية. قُدمت أيضا تحليلات أكثر نضجا لحرية الإرداة التوافقية، كما انتقدها آخرون.

### حرية الإرادة كوهم

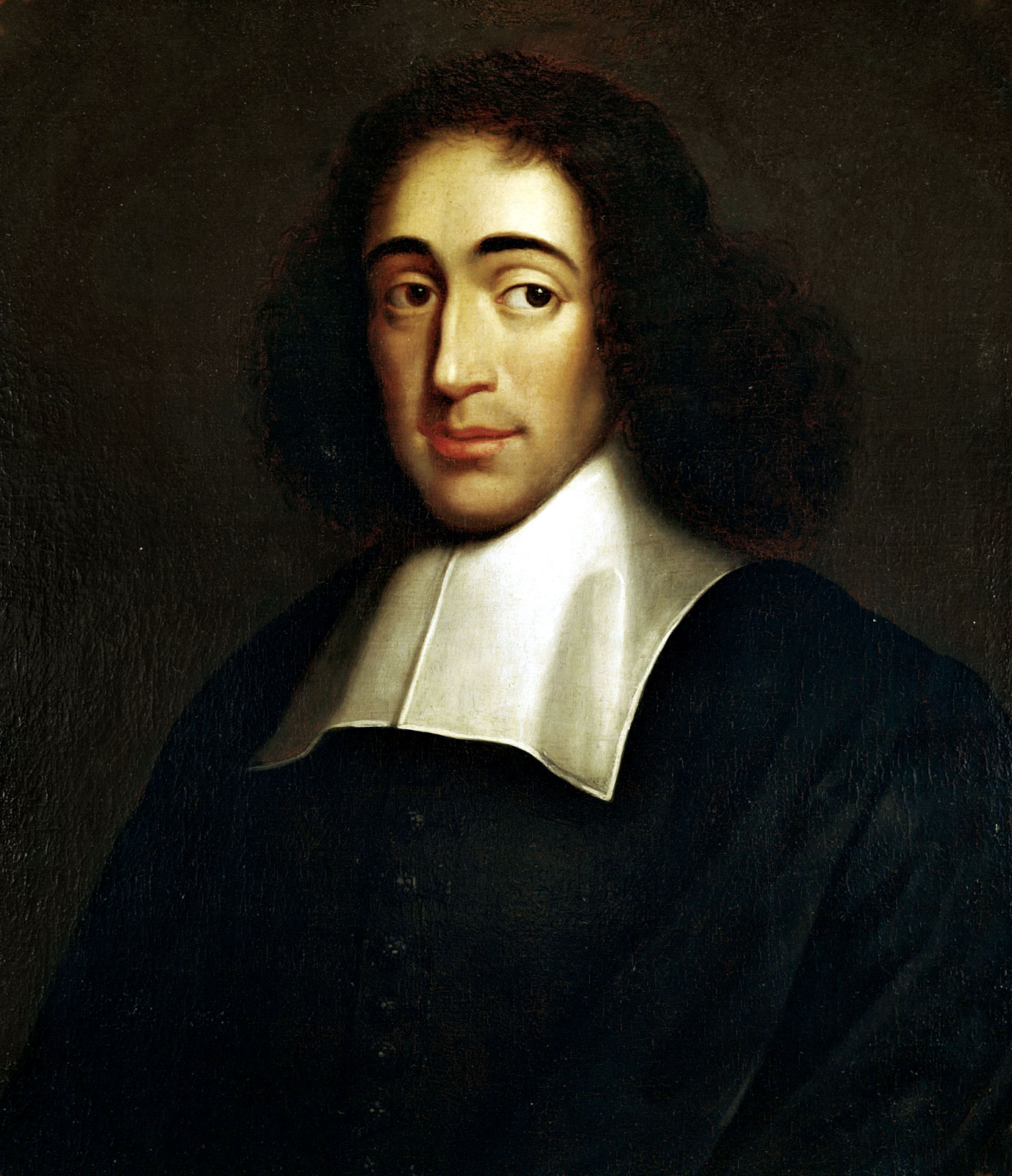
اعتقد باروخ سبينوزا أنه حرية الإرادة وهم.

رأي أرثر شوبينهاور أن الأفراد لا يمتلكون حرية الإرادة، ولكن الإرادة كنومينون حرة.

«تعلمنا التجربة ليس أقل من المنطق، أن الإنسان يرى نفسه حرا، فقط لأنه واع بتصرفاته، وغير واع بالأسباب في حين أن هذه الأفعال حتمية.» باروخ سبينوزا، الأخلاق.
ناقش ديفيد هيوم احتمالية أن كل النقاش بخصوص حرية الإرادة هو لا شيء سوى نقاش «لفظي». اقترح أن مشكلة حرية الإرادة قد ترجع إلى «إحساس خاطئ أو تجربة خادعة» في تصرفاتنا التي نقوم بها جميعا. انعكاسا على ذلك، ندرك أن هذه الأفعال كانت ضرورية وحتمية من البداية.
وضع آرثر شوبينهاور لغز حرية الإرادة والمسؤولية الأخلاقية في هذه الكلمات:
«يعتبر كل شخص نفسه حرا، حتى في تصرفاته الفردية، ويرى أنه في كل لحظة يمكنه القيام بفعل آخر في الحياة. ولكن خلال التجربة، يجد نفسه متفاجئا بأنه ليس حرا بل معرض للضرورة، وأنه على الرغم من كل قراراته وانعكاساته، فهو لا يغير انقياده، وأنه منذ بداية حياته إلى نهايتها، لا بد من أن يحمل هذه الشخصية بعينها التي هو نفسه يبغضها.»
في مقالته (عن حرية الإرادة) قال شوبينهاور:
«يمكنك فعل ما تريد، ولكن في أي لحظة من حياتك يمكنك إرادة شيء واحد فقط وحتما لا شيء سواه».

### حرية الإرادة كتصور أخلاقي
كتب رودولف شتاينر –الذي ساعد في كتابة الأعمال الكاملة لأرثر شوبينهاور - كتاب فلسفة الحرية الذي ركز فيه على مشكلة حرية الإرادة. بدأ شتاينر (1861-1925) بتقسيم المشكلة إلى نوعين من الحرية: حرية التفكير وحرية الفعل.تصبح الجوانب المتحكم فيها والجوانب غير المتحكم فيها منفصلة منطقيا كما شرح في مقدمة كتابه. هذه التفرقة بين الإرادة والفعل لها تاريخ طويل جدا، يرجع على الأقل إلى الرواقيين وتعاليم خريسيبوس الذي فرق بين الأسباب الخارجية والدوافع الداخلية المستقبلة لهذه الأسباب.
يتحدث شتاينر بعد ذلك عن الحرية الداخلية التي تتحقق عندما نصل بين انطباعاتنا الحسية –التي تعكس المظهر الخارجي للعالم- وبين أفكارنا –التي تمكننا من الوصول إلى طبيعة العالم الداخلية-. ركز شتاينر على الاعتراف بالتأثيرات المختلفة لاختياراتنا كذلك، حيث أشار إلى تأثير كوننا واعين بهذه المحددات. يمكن الحصول على الحرية الخارجية من خلال السماح لأفعالنا بالاتساق مع تصورنا الأخلاقي. يهدف شتاينر إلى إظهار جانبي الحرية الداخلي والخارجي وأنهما متكاملين ومكملين لبعضهما البعض، وأن لا يمكن تحقيق الحرية الحقيقية إلا باتحادهما.

### حرية الإرادة كمفهوم براغماتي مفيد
كانت آراء وليام جيمس مختلفة، حيث اعتقد أن حرية الإرادة لها أسس أخلاقية، وأنه لا يوجد أدلة على حرية الإرادة على أسس علمية، كما لم يقدم استبطانا خاصا به ليدعم حرية الإرادة. في النهاية اعتقد أن مشكلة حرية الإرادة هي قضية ميتافيزيقية ولذلك لا يمكن أن يحسمها العلم. بالإضافة إلى ذلك، لم يقبل اللاتوافقية ولم يقبل أن لا حتمية الأعمال الإنسانية ضرورية من أجل المسؤولية الأخلاقية. في كتابه البراغماتية، كتب جيمس أن «الغريزة والنفعية يمكن الوثوق بهما للاستمرار في العمل الاجتماعي للثواب والعقاب» بغض النظر عن النظريات الميتافيزيقية. اعتقد جيمس أن اللاتوافقية مهمة «كعقيدة إيمانية» تسمح للرؤية –على الرغم من إمكانية اعتبار العالم مكان شر من جوانب متعددة- من خلال أعمال الأفراد بأن يصبحوا أفرادا أفضل، بينما الحتمية –كما يرى جيمس- تحجم الميليورية وهي الاعتقاد بأن التقدم مفهوم حقيقي يؤدي إلى تحسين العالم.

## حرية الإرادة وآراء السببية
في 1739، تحدث ديفيد هيوم في كتابه أطروحة عن الطبيعة الإنسانية عن حرية الإرادة من خلال إشارته للسببية. كان رأيه أن السببية هي بناء عقلي يُستخدم لتفسير الترتيبات المتكررة للأحداث، وأنه على المرء دراسة العلاقة بين الأشياء التي تلي بعضها بصورة أدق (وصف الانسجام في الطبيعة) والأشياء التي تؤدي إلى أشياء أخرى (الأشياء التي تسبب أو تستوجب أشياء أخرى). بالنسبة إلى هيوم، فإن السببية تعتمد على أسس ضعيفة حيث قال: «بمجرد أن ندرك أن (أ) لا بد أن يجلب (ب) هي كناية عن أنه بسبب الارتباط المستمر بينهما، فإننا نؤكد نفسيا أن (ب) ستتبع (أ)، وبالتالي فنحن لدينا إشارة ضعيفة جدا عن الضرورة».
في 1780، اقترح إيمانويل كانط أن تمتلك قراراتنا على الأقل تضمينات أخلاقية خارج سببية كل يوم، وتقع خارج القوانين التي تحكم الأشياء المادية. قال كانط «هناك فرق واضح بين الأحكام الأخلاقية وأحكام الوقائع. الأحكام الأخلاقية لا بد أن تكون أحكاما استدلالية».
قدم فريمان ما أسماه «السببية الدائرية» من أجل «السماح بالمساهمة في الديناميكية المنظمة ذاتيا» أو «أو تكوين الديناميكية السكانية الكبرى التي تشكل أنماط نشاط الأفراد المساهمين» والقابلة «للتفاعلات بين الأعصاب والكتل العصبية... وبين التصرفات الحيوانية وبين بيئتها». في هذه الرؤية، يرتبط العقل والإجراءات العصبية بصورة كبيرة.

## حرية الإرادة طبقا لتوما الأكويني
رأى فيلسوف القرن الثالث عشر توما الأكويني البشر ككائنات مبرمجة مسبقا (بفضيلة كونهم بشرا) على البحث عن أهداف ما، ولكن قادرين على الاختيار بين الطرق المختلفة لتحقيق هذه الأهداف. ارتبطت نظرته بكل من التوافقية واللاتوافقية.
عند مواجهة الاختيارات المختلفة، رأى توما أن البشر محكومين بالإرادة الذكية وبالعاطفة. الإرادة هي «المحرك الرئيسي لكل قوى الروح، وهي أيضا السبب الفعال في حركة الجسد». كما تقع الاختيارات في خمس مراحل: (أ) اعتبار عقلي عن ما إذا كان الشيء مرغوب فيه، (ب) اعتبار عقلي عن الطرق للحصول عليه، (ج) تصل الإرادة إلى نية الحصول على الشيء، (د) تجتمع الإرادة والعقل للتقرير والبت في الاختيارات والطرق، (هـ) إتمام الإجراء طبقا للطرق المختارة.